# Erica portenschlagiana
Erica portenschlagiana är en ljungväxtart som beskrevs av Dulfer. Erica portenschlagiana ingår i släktet klockljungssläktet, och familjen ljungväxter. Inga underarter finns listade i Catalogue of Life.